# 藥命效應
是一部2011年美国科幻驚悚電影，改编自2001年阿兰·格里恩（Alan Glynn）的小说《The Dark Fields》。讲述男主角凭借一种类似毒品的药物短时间增進智力，从平平无奇一路走上顶峰的过程。同名電視劇於2015年9月22日播出，承接本電影之後的劇情。

## 剧情
小說家埃迪·莫拉（Eddie Morra）江郎才盡，不事生產。坐吃山空且面臨截稿壓力。女友林迪（Lindy）因他缺乏进取心而沮丧分手。埃迪巧遇前妻梅利莎（Melissa Gant）的兄弟弗农（Vernon Gant），得到一种全新的「變聰明」药物NZT-48样品。埃迪服藥後，記憶能力轉強、事事過目不忘，成為能言善辯、才華橫溢的萬人迷。因催繳房租而對他大肆辱骂的房东之妻也被他說服著平静下来。埃迪轉而帮助她完成大学作业後与她溫存。然後藉著此新能力寫出新作品。
埃迪第二天将稿件带给出版商，大受赞赏。但因藥效已消失，他向弗农寻求更多的NZT-48。但埃迪為此交易而出門为弗农办事時，弗农卻被其他寻药孔急的人谋杀。埃迪回到弗农公寓後，找到餘下的药丸，开始每天服用。藥效助埃迪重塑生活、外表、性吸引力、乃至社交圈，也出版了新书。在享受新生活的同时，埃迪自覺顿悟，並决定将才能集中于投资以筹集资金。
埃迪迅速在股票市场上获得丰厚回报，他从俄罗斯高利贷者格纳迪（Gennady）借了100,000美元以加速投資。他受雇於股票经纪公司，并与林迪恢复关系。持續服藥的埃迪经历了自己所说的“时间跳跃”，即在一段時間中昏昏沉沉，不知時間之流逝。但埃迪表面的成功吸引了金融大亨卡尔·范龙（Carl Van Loon）的注意並会面，要求以通过与汉克·阿特伍德（Hank Atwood）公司合并的建议案来进行测试是否合夥。会议结束后，埃迪在派对中發生了18小时的“时间跳跃”。第二天，埃迪在与范·隆会面時，看到一名妇女在其旅馆房间内被谋杀的新聞，认出這個女人曾在他“时间跳跃”之間突然入睡又突然不知去向。
大受副作用所驚嚇的埃迪立即挨個与弗农电话簿中的联絡人通话以調查其他可能的用藥者，意识到服用NZT-48的人非死即殘。一段时间后，埃迪又发现被一名穿风衣的男子持續追踪。他遇到了前妻梅利莎並得知她也一直在服用同款药物，身心都承受严重的戒断症狀。高利贷者格纳迪找上埃迪索清欠息。他揍倒埃迪後將其手上的NZT-48當成新款毒品吃掉，滿意於其藥效并开始把埃迪成药物来源。
埃迪要承受不住戒断反应的林迪到他住处拿药。林迪在途中注意到該身着风衣的神秘男子。她打电话找埃迪帮忙，埃迪则鼓励她立即服药以想出脱身之法。林迪脫困後告诉艾迪，這藥太可怕，服药的兩人不能在一起。
埃迪对NZT-48自行试验後，学会了控制剂量以防止副作用，再取得一整个实验室对药物进行逆向工程。并聘用律师以阻止警方调查他與弗农或派對中死亡女子的關係，也雇用保镖阻隔格纳迪向他勒索更多的NZT-48。
阿特伍德在企業合并当日陷入昏迷。埃迪发现阿特伍德的司机就是神秘风衣男，由此推測阿特伍德就是NZT-48的供应商，昏迷入院就是該藥所導致。当埃迪為此被警方訊問时，夹克口袋中的药丸被自家律师全數偷走。不知如何是好的艾迪在被范龙询问阿特伍德的昏迷时，又收到內裝保镖断手的包裹。他急忙回家反锁自己想取得窖藏的藥來吃，但格纳迪闯入其公寓索求提供更多的NZT-48。格纳迪炫耀自己找到更高效的攝取NZT-48方法：注射，並對埃迪示範。埃迪趁其志得意滿时，持廚刀杀了他。再趁其手下還在別的房間搜索時吸取格纳迪含NZT-48的血液。再次因藥效而智力大增的埃迪勉力除掉家中剩餘的帮派分子。他其后与风衣男再次见面，推测他是受阿特伍德雇用以尋找更多的NZT-48。在阿特伍德很快去世后，两人从偷藥的律师處取回了藥，藏回埃迪的藏身处。
一年后，埃迪财富大增，出版书籍，并準備竞选美国参议院议员。范龙找上門來，透露他已收购了生产NZT-48的公司并关闭掉埃迪的实验室，世上除他之外已無藥物來源。由於双方都认可埃迪有成为美国总统的雄心和可能性，野心勃勃的范龙提出为埃迪持续供应药物，换取埃迪暗中协助他。埃迪却告诉范龙，他已经完善了該药物且戒药了，在没有副作用的情况下也能保持自己的智力。並以拉普拉斯的惡魔的手法示範其能力，再揭發出范龙企業的黑暗面及其健康狀況，反要求范龙留意自身的各項問題。

## 角色
| 角色                                      | 演員                                          | 備註                                                                 |
| ----------------------------------------- | --------------------------------------------- | -------------------------------------------------------------------- |
| 愛德華·「艾迪」·莫拉 Edward "Eddie" Morra | 布萊德利·古柏 Bradley Cooper                  |                                                                      |
| 卡爾·萬隆 Carl Van Loon                   | 勞勃·狄尼洛 Robert De Niro                    | 操控內線交易的企業大亨。                                             |
| 琳蒂 Lindy                                | 艾比·柯尼施 Abbie Cornish                     | 艾迪·莫拉的女友。                                                    |
| 梅莉莎·甘特 Melissa Gant                  | 安娜·佛萊爾 Anna Friel                        | 艾迪·莫拉的前妻。                                                    |
| 維農·甘特 Vernon Gant                     | 強尼·威特沃斯 Johnny Whitworth                | 艾迪·莫拉的前妻兄弟，小舅子。                                        |
| 亨利·「漢克」·愛特伍 Henry "Hank" Atwood  | 理查德·貝金斯 Richard Bekins                  | 企業大亨。 也有在服用NZT-48， 後死於其副作用下。                     |
| 唐納德·「唐」·皮爾斯 Donald "Don" Pierce  | 羅伯特·约翰·伯克 Robert John Burke            |                                                                      |
| 穿棕褐色外套的男人                        | 湯瑪斯·阿拉那 Tomas Arana                     | 漢克·愛特伍的保鑣。                                                  |
| 維勒莉 Valerie                            | 泰瑞莎·維多莉亞·卡皮奧 Teresa Victoria Carpio | 艾迪的房東太太。                                                     |
| 愛特伍夫人 Mrs. Atwood                    | 派翠西亞·卡萊柏 Patricia Kalember             | 漢克·愛特伍的妻子。                                                  |
| 格納迪 Gennady                            | 安德魯·霍華 Andrew Howard                     | 威脅艾迪·莫拉 以獲取NZT-48的黑道份子。                               |
| 維多 Victor                               | 艾迪·費南德茲 Eddie J. Fernandez              | 格納迪的手下。                                                       |
| 時尚專家 Stylish Hipster                  | 安娜·庫奇馬 Anna Kuchma                       |                                                                      |
| 莫里斯·柏蘭特 Morris Brandt               | 內德·艾森柏格 Ned Eisenberg                   | 漢克·愛特伍的律師。 中途跑去當愛德華·莫拉的律師 以盜取NZT-48為己用。 |
| 警探 Detective                            | 布萊恩·安東尼·威森 Brian Anthony Wilson       |                                                                      |
| 咖啡店老闆 Coffee Shop Owner              | 羅伯特·比齊克 Robert Bizik                    |                                                                      |

## 評價
爛番茄新鮮度70%，基於189條評論，平均分為6.4/10，而在Metacritic上得到59分，IMDB上得7.4分。

## 電視劇
該電視劇於2015年9月22日在CBS首播，劇情設定為電影的四年後。2016年5月25日，克雷格·斯维尼宣佈該電視劇在第一季後被取消。